# Jaciment arqueològic de Vilarmau
El jaciment de Vilarmau és un jaciment arqueològic prehistòric que es troba a Viladrau (Osona), inclòs a l'Inventari del Patrimoni Arqueològic i Paleontològic de Catalunya.
Està situat en un bosc de faig, alzina i castanyer, a uns 150-200 metres de la masia que li dona nom, a la vall d'Arbúcies. Per la manca de context arqueològic, no se sap de quin tipus de jaciment es tracta, ni la datació exacta d'aquest. Tot i això, la cronologia relativa el situa entre el Paleolític superior i el Bronze Antic, entorn del 33000 i el 1500 ane. Fins al present, han estat localitzats només dos sílex: una làmina sense retocar i una lamineta amb retoc abrupte esquerre.